# شيريل دياز ماير
شيريل دياز ماير (بالإنجليزية: Cheryl Diaz Meyer) هي مصورة وصحفية فلبينية، ولدت في 25 فبراير 1968 في كيزون في الفلبين.